# Бернеры
Бернеры (нем. von Berner) — дворянский род.
Игнатий Бернер, герба Вярослав, жалован 20.07.1848 дипломом на потомственное дворянское достоинство Царства Польского.